# HIP 91373
HIP 91373 — звезда в созвездии Лиры. Находится на расстоянии 1518 световых лет (466 парсек) от Земли. Относится к красным ярким гигантам, неправильным переменным звёздам. Видимая звёздная величина HIP 91373 меняется от +5.80 до +6.35.

## Характеристики
HIP 91373 представляет собой звезду спектрального класса M4II. HIP 91373 видна невооружённым глазом, поскольку имеет видимую звёздную величину +6.05. Светимость HIP 91373 составляет приблизительно 17000 солнечных. Масса HIP 91373 составляет 2.3 массы Солнца.